# Subdioecia
Subdioecia (ou trioecia ou trimonoecia) é um sistema reprodutivo, de ocorrência pouco comum, embora presente em plantas e animais, caracterizado pela coexistência de indíviduos masculinos, femininos e hermafroditas.

## Descrição
A trioecia é geralmente encarada como um sistema reprodutivo instável do ponto de vista evolucionário. no entanto, a exacta estabilidade deste sistema face à evolução não é clara, mas é possível especular que é um estado transitório. Neste contexto, a trioicia é frequentemente associada à transição evolutiva da ginodioicia para a dioicia. Outros estudos mostram que as populações trioicas tiveram origem a partir de ancestrais gonocorísticos que foram afectados por um hermafrodita mutante autofecundado, criando uma população trioica.
Foram observadas populações das seguintes espécies que seguem um sistema reprodutivo trioico:
- Coccoloba cereifera
- Pachycereus pringlei
- Opuntia robusta
- Aiptasia diaphana
- Mercurialis annua
- Rhabditis (nemátodos)
- Buddleja sessiliflora
- Buddleja americana
- Silene acaulis